# مونت‌وردی (فلوریدا)
مونت‌وردی (به انگلیسی: Montverde) شهرکی در شهرستان لیک ایالت فلوریدا است که در سال ۱۹۲۵ بنیان‌گذاری شده‌است. این شهرک طبق سرشماری سال ۲۰۱۰ میلادی، ۱٬۴۶۳ نفر جمعیت داشته و مساحت آن نیز ۴٫۶ کیلومتر مربع است.